# Cueva de Baradla
La cueva de Baradla es una  es una cueva kárstica de Hungría, parte del sistema de cuevas de Baradla Domica que es uno de los más investigados y visitado durante siglos por sus espeleotemas. Como parte del karst de Aggtelek, el sistema de cuevas se extiende más de 25,5 km e incluye la cueva de Domica de Eslovaquia de 5,3 km. La cueva tiene una entrada natural en Aggtelek, al pie de un alto acantilado blanco que domina el borde del pueblo. Tiene un canal principal articulado y serpenteante de 7 km de largo, con un túnel en la roca, en promedio, de 10 m de ancho y 7 a 8 m de alto, con algunas cavernas gigantes. La rama principal tiene varias ramas laterales cortas y largas que se conectan entre sí. Una parte importante de la cueva tiene colores y formas variadas que proporcionan un espectáculo incomparable de estalactitas decorativas. Las aguas de los ríos subterráneos corren a través de la rama principal en épocas de mucha precipitación. Las entradas naturales a la cueva han estado abiertas desde la antigüedad, y hay rastros de ocupación neolítica.

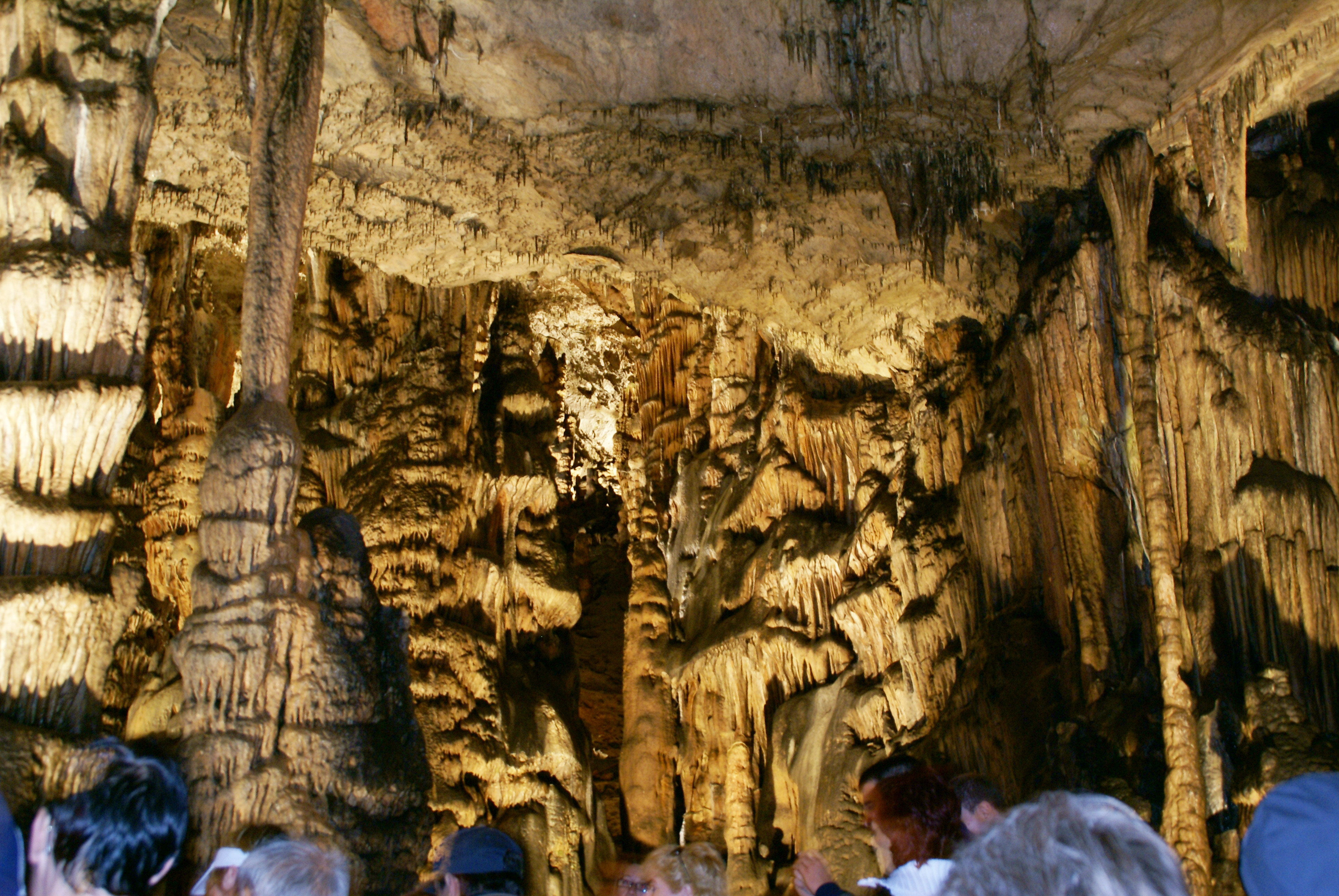
Cueva de Baradla

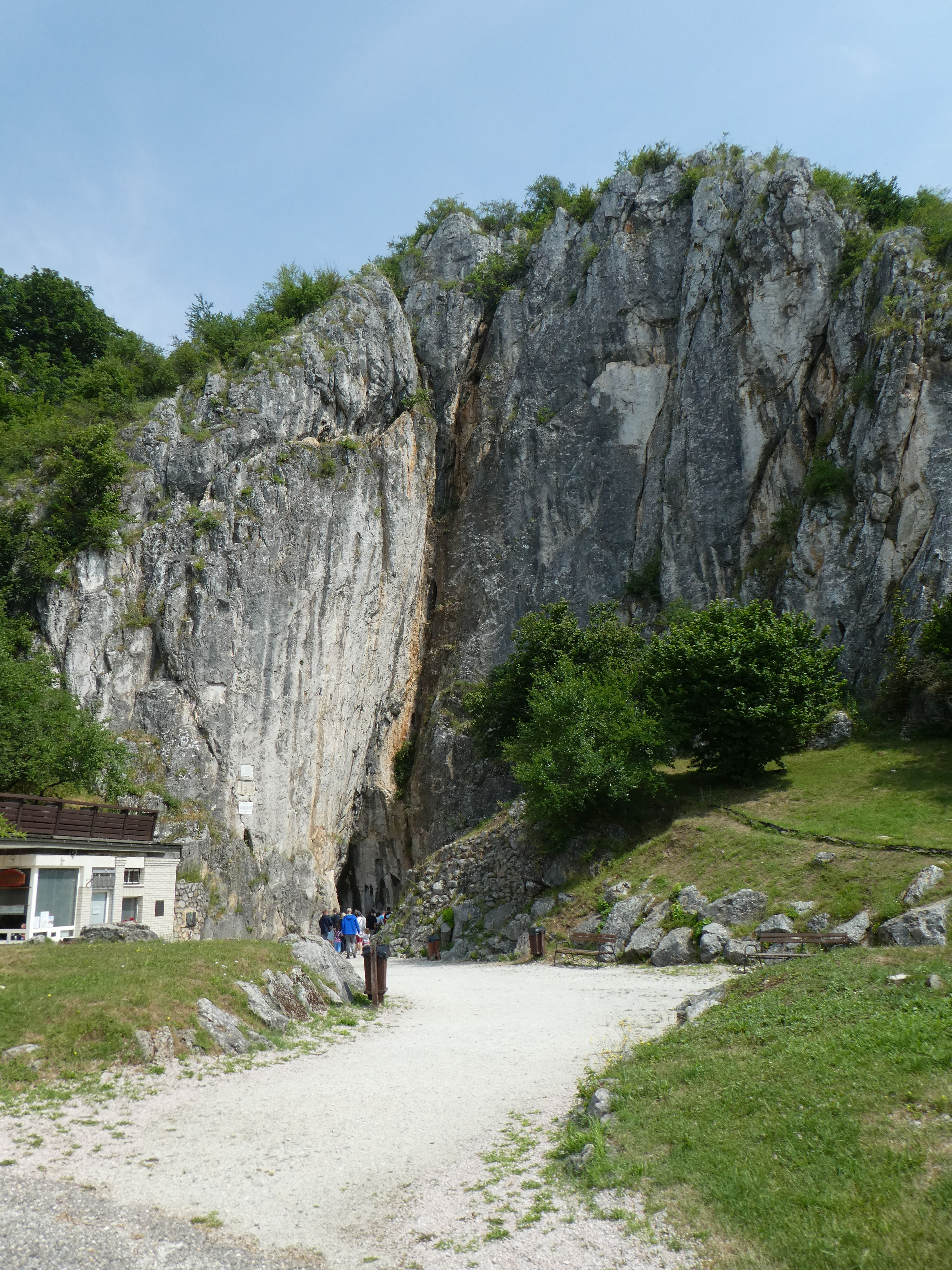
Entrada a la cueva de Baradla

La primera mención escrita de la cueva data de 1549. El primer estudio fue realizado en 1794 por Joseph Sartory. En 1825 sólo se sabía que tenía 1,8 km de longitud. Esta sección fue inspeccionada en 1802 y se publicó el primer mapa. En 1825 el ingeniero Imre Vass exploró la cueva 5 km más a lo largo del ramal principal, produciendo un mapa preciso y una descripción. Su trabajo, publicado en húngaro y alemán, se publicó en 1831.
Para facilitar las visitas a las cuevas, los primeros paseos turísticos se instalaron en 1806. En 1890 se establecieron las entradas del Lago Rojo y se realizaron nuevas exploraciones y ampliaciones entre 1927 y 1928.
Baradla, y otras cuevas del Karst de Aggtelek y el Karst de Eslovaquia fueron declaradas Patrimonio de la Humanidad por la UNESCO en 1995. Todo el sistema de cuevas y las zonas de captación —con los cercanos humedales de Domicával de importancia internacional— fueron objeto de protección en 2001 como sitio Ramsar. El parque nacional de Aggtelek es una importante atracción durante todo el año, muy popular entre los visitantes, que pueden elegir entre varias rutas de senderismo.